# Orr (Pulheim)
Orr is een plaats in de Duitse gemeente Pulheim, deelstaat Noordrijn-Westfalen, en telt 9 inwoners (2007).